# 蘇亞克 (模里西斯)
蘇亞克（法語：Souillac）是非洲東部島國毛里裘斯的村庄，为薩凡納区议会的所在地，位於該國南部，建於1787年，該村的港口在英國殖民時期用作運送蔗糖，是當時該國南部最繁忙的港口之一，2000年人口4,154。